# 桂河大桥
《桂河大橋》（英語：The Bridge on the River Kwai）是获得奥斯卡最佳影片等七项大奖的第二次世界大戰题材影片，發行於1957年，亞歷·堅尼斯等主演，大卫·連导演。泰國北碧府因為這部電影而成為熱門觀光景點。

## 剧情
《桂河大橋》的電影主要故事情節皆為虛構，部份日本戰俘營的英軍士兵的建設泰缅铁路是真實的，
1943年，英國陸軍中校尼柯森和他的屬下成為日軍的俘虜，被命令修建泰國西部地區的桂河大橋。除了英軍的俘虜，營區還有早先到達的休斯頓號的美國海軍軍官希爾斯。尼柯森不贊成希爾斯等人提議的逃亡計畫。身為一個典型的英國紳士，他固守著自己的準則，並拿《日內瓦公約》上不讓軍官俘虜幹體力活的規矩和日軍大佐齋藤講道理。他和手下軍官拒絕做修橋苦力的行為激怒了齋藤，於是尼柯森和手下軍官全被關了禁閉。
修橋的任務進行得很不順利，當時桂河有可怕動物出沒，且動物心臟小不易射擊，除了軍官外的士兵全部都消極怠工，工期眼看就要拖延。齋藤對尼柯森軟硬兼施，最終還是在工期的壓力下妥協了，尼柯森和他的軍官不必賣力氣幹粗活，但他們必須指揮手下把橋在規定的5月12日前修好，鐵路橋上還將鋪設鐵軌，日軍的火車將從此經過。希爾斯涉險逃亡，終於逃出了日軍的控制範圍，而且還準備返回美國，但是他卻碰到英軍316特殊部隊的招用，並揭發他為一名普通水手的身份(休斯頓號沉沒后冒充軍官，希望獲得較好的待遇)，因為他熟悉島上情況所以他成了嚮導。同行的還有華登少校和志願參加行動的年輕人喬埃斯。他們先是空降在安全的陸地上，然後向日軍控制的桂河大橋進發，目標就是炸毀桂河大橋。
華登少校發現桂河大橋是一座修造精良的大橋，並不像草草完工的臨時建築。實際上，這是尼柯森指揮手下軍士共同努力的結果。雖然他的做法不能讓人理解。但尼柯森認為這是英軍榮譽的象徵，雖然被俘虜但是他們仍然可以吹著歡快的小調，向日本人證明英國軍人的素質。
在當地人的幫助下，希爾斯、喬埃斯、暹羅人也布好了炸毀大橋的炸藥，並準備一旦火車經過就炸掉大橋。但次日，在剛剛完工的大橋上巡視的尼柯森，發現了水位下降後希爾斯等人布炸藥時露出水面的引線......

## 角色
- 威廉·荷頓（William Holden）飾演 US Navy Commander/Seaman Shears
- 亞歷·堅尼斯（Alec Guinness）飾演 Lieutenant Colonel Nicholson
- 傑克·霍金斯（英语：Jack Hawkins）飾演 Major Warden
- 早川雪洲 飾演 齋藤大佐
- 詹姆斯·唐納（James Donald）飾演 Major Clipton
- 喬佛瑞·霍恩（Geoffrey Horne）飾演 Lieutenant Joyce
- 安德鲁·莫瑞爾（André Morell）飾演 Colonel Green
- 彼得·威廉斯（Peter Williams）飾演 Captain Reeves
- 約翰·巴克瑟（John Boxer） 飾演 Major Hughes
- 佩西·赫伯特（Percy Herbert）飾演 Private Grogan
- 哈洛·古德溫（Harold Goodwin）飾演 Private Baker
- 安·席爾斯（Ann Sears） 飾演 護士

## 配乐
片中多处使用了《波基上校进行曲》，此曲同时被馬爾康·亞諾改编为《桂河进行曲》，是相當知名的口哨合奏歌曲。

## 獎項

### 奥斯卡
- 最佳影片
- 最佳导演：大衛·連
- 最佳男主角：亞歷堅尼斯
- 最佳改编剧本
- 最佳音乐
- 最佳剪辑
- 最佳摄影
- 最佳男配角（入圍）：早川雪洲

### 金球奖
- 最佳影片
- 最佳导演
- 最佳男主角：亞歷堅尼斯

### BAFTA
- 英国电影学院奖最佳英国影片
- 英国电影学院奖最佳影片
- 英国电影学院奖最佳男主角：亞歷堅尼斯

## 评价
美国记者阿诺德·C·布拉克曼认为，以缅甸-暹罗死亡铁路的故事为背景的《桂河大桥》电影以及皮埃尔·布勒的1952年著小说粉饰和浪漫化了真实历史。:249-2501976年，曾在死亡铁路修筑时担任翻译的永濑隆（英語：Takashi Nagase）在观看这部电影后也表示：“我可以告诉你们，对建桥的战俘来说，条件比那部电影里表现得恶劣得多。”:256
電影在英國當時的接受情況一般受到非議，根據〈電影「桂河橋」—— 故事純屬虛構？ （页面存档备份，存于）〉一文引述資料，「據英國國家檔案館（The National Archives）分享的文件顯示，當年的陸軍部（War Office）對這部電影充滿疑慮。荷里活製片人 Sam Spiegel 在 50 年代後期籌備拍攝『桂河橋』時，曾致函陸軍部，請求拍攝電影。曾是戰俘，其時在陸軍部公關部門工作的 A G Close 少校形容，『桂河橋』故事『頗不真實』。Close 又指將劇本交予其他人閱讀時，閱者都同意『英國大眾恐怕不太能接受』『桂河橋』的劇本。」(Sze, 2020年)
電影頗不真實的部份可能與當時的英軍俘虜與日軍有否「合作」有關，「小說及電影，以現實中多達 6 萬名盟軍戰俘修築泰緬鐵路，當中 12,000 人喪生的真實事件為藍本。不過，Nicholson 與原形人物，英軍上校 Philip Toosey 的作為卻有巨大差異。戲裡的 Nicholson 認為，戰俘們一定要認真工作，展示英國超水準的工程實力，從而增強英國聲望，令日軍自愧不如。相反，現實中的 Toosey 則設法拖延工事、破壞施工，且兼顧部下福祉 —— 事件中死亡數字雖然極高，但其負責的戰俘營只有數人死亡。」(Sze, 2020年)